# Bourdonné
Bourdonné ist eine französische Gemeinde mit 506 Einwohnern (Stand: 1. Januar 2022) im Département Yvelines in der Region Île-de-France. Sie gehört zum Arrondissement Mantes-la-Jolie und zum Kanton Bonnières-sur-Seine (bis 2015: Kanton Houdan). Die Einwohner werden Bourdonnais genannt.

## Geographie
Bourdonné liegt etwa 50 Kilometer westsüdwestlich von Paris. Umgeben wird Bourdonné von den Nachbargemeinden Gambais im Norden, Gambaiseuil im Osten, Condé-sur-Vesgre im Süden, Boutigny-Prouais im Westen und Südwesten, Dannemarie im Westen und Nordwesten sowie Maulette im Nordwesten.

## Bevölkerungsentwicklung
| Jahr                      | 1962 | 1968 | 1975 | 1982 | 1990 | 1999 | 2006 | 2013 |
| Einwohner                 | 299  | 248  | 250  | 294  | 390  | 427  | 466  | 518  |
| Quelle: Cassini und INSEE |      |      |      |      |      |      |      |      |

## Sehenswürdigkeiten
- Kirche Saint-Martin aus dem 13. Jahrhundert, Um- und Anbauten aus dem 17. Jahrhundert
- Schloss Bourdonné, im 17. Jahrhundert erbaut, Kapelle von 1733, Umbauen aus dem 18. und 19. Jahrhundert, seit 1946 Monument historique
- Waschhaus

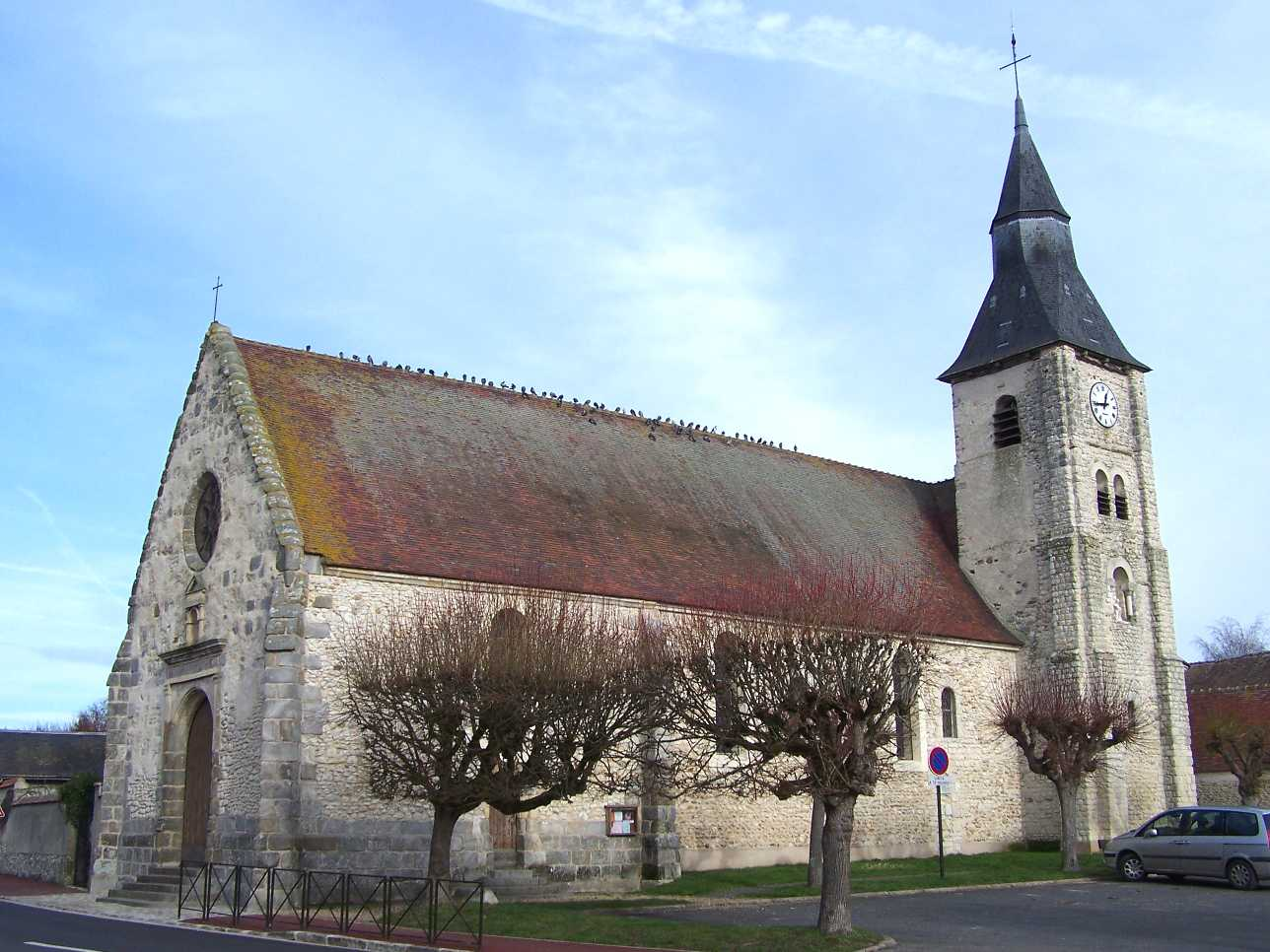
Kirche Saint-Martin
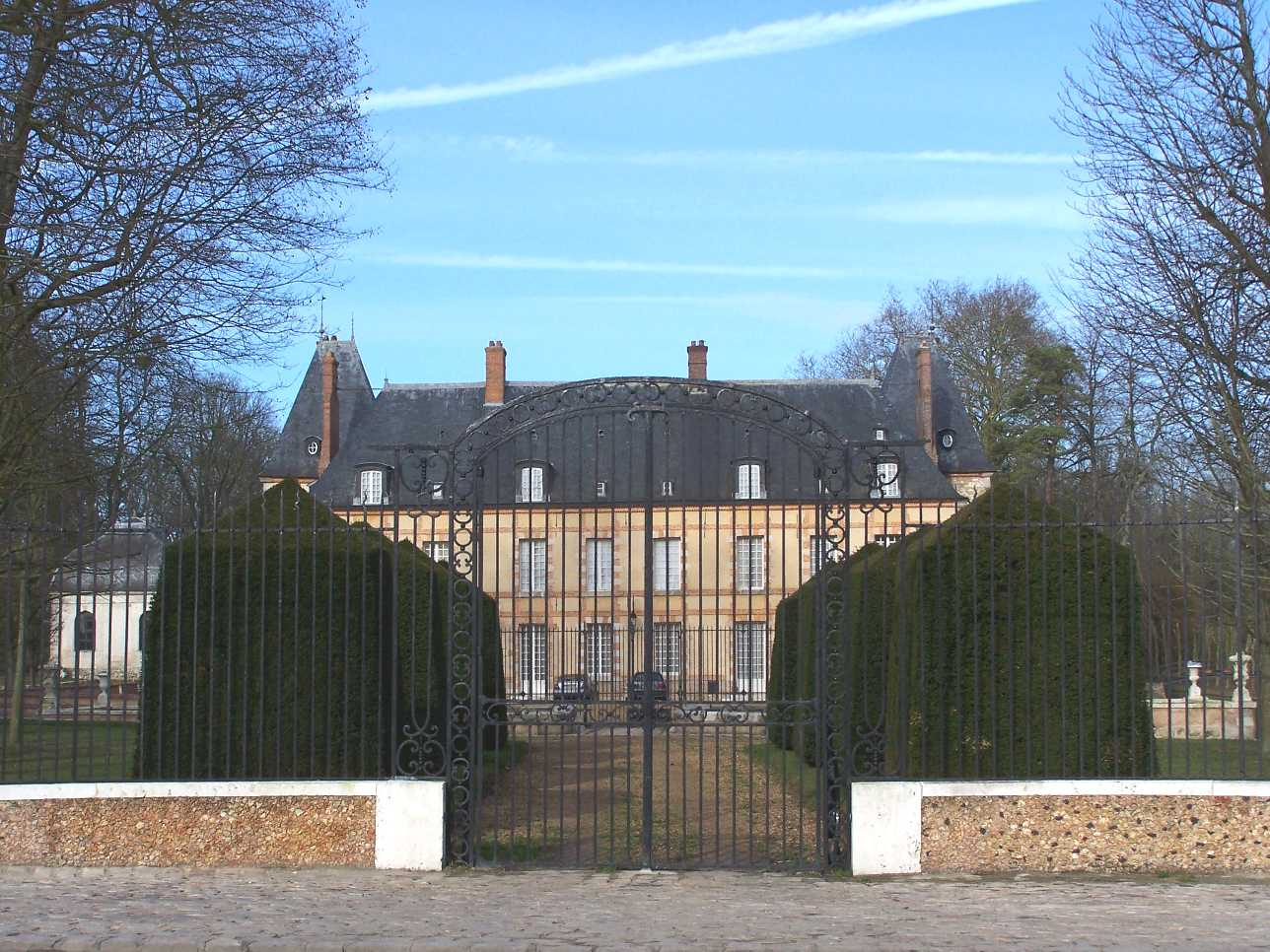
Schloss Bourdonné

## Persönlichkeiten
- José-Maria de Heredia (1842–1905), Schriftsteller, im Schloss Bourdonné verstorben